# Lebanon Junction
Lebanon Junction – miasto w Stanach Zjednoczonych, w stanie Kentucky, w hrabstwie Bullitt.